# Leucobryum bowringii
Leucobryum bowringii là một loài Rêu trong họ Dicranaceae. Loài này được Mitt. mô tả khoa học đầu tiên năm 1859.